# Fenua Loa
Fenua Loa – wysepka w atolu Fakaofo należącym do Tokelau.